# Анисово Городище
Анисово Городище (рос. Анисово Городище) — присілок в Кіровському районі Калузької області Російської Федерації.
Населення становить 36 осіб. Входить до складу муніципального утворення Присілок Виползово.

## Історія
Від 2004 року входить до складу муніципального утворення Присілок Виползово.

## Населення
| 2002 | 2010 |
| ---- | ---- |
| 44   | ↘36  |